# Bruno Bertucci
Bruno Bertucci (San Paolo, 27 aprile 1990) è un ex calciatore brasiliano, di ruolo difensore.

## Carriera

### Nazionale
Ha partecipato ai Mondiali Under-20 del 2009.

## Palmarès

### Club

#### Competizioni nazionali
- Campionato azero: 1

Neftchi Baku: 2012-2013
- Coppa dell'Azerbaigian: 2

Neftchi Baku: 2012-2013, 2013-2014